# Dietzenbach

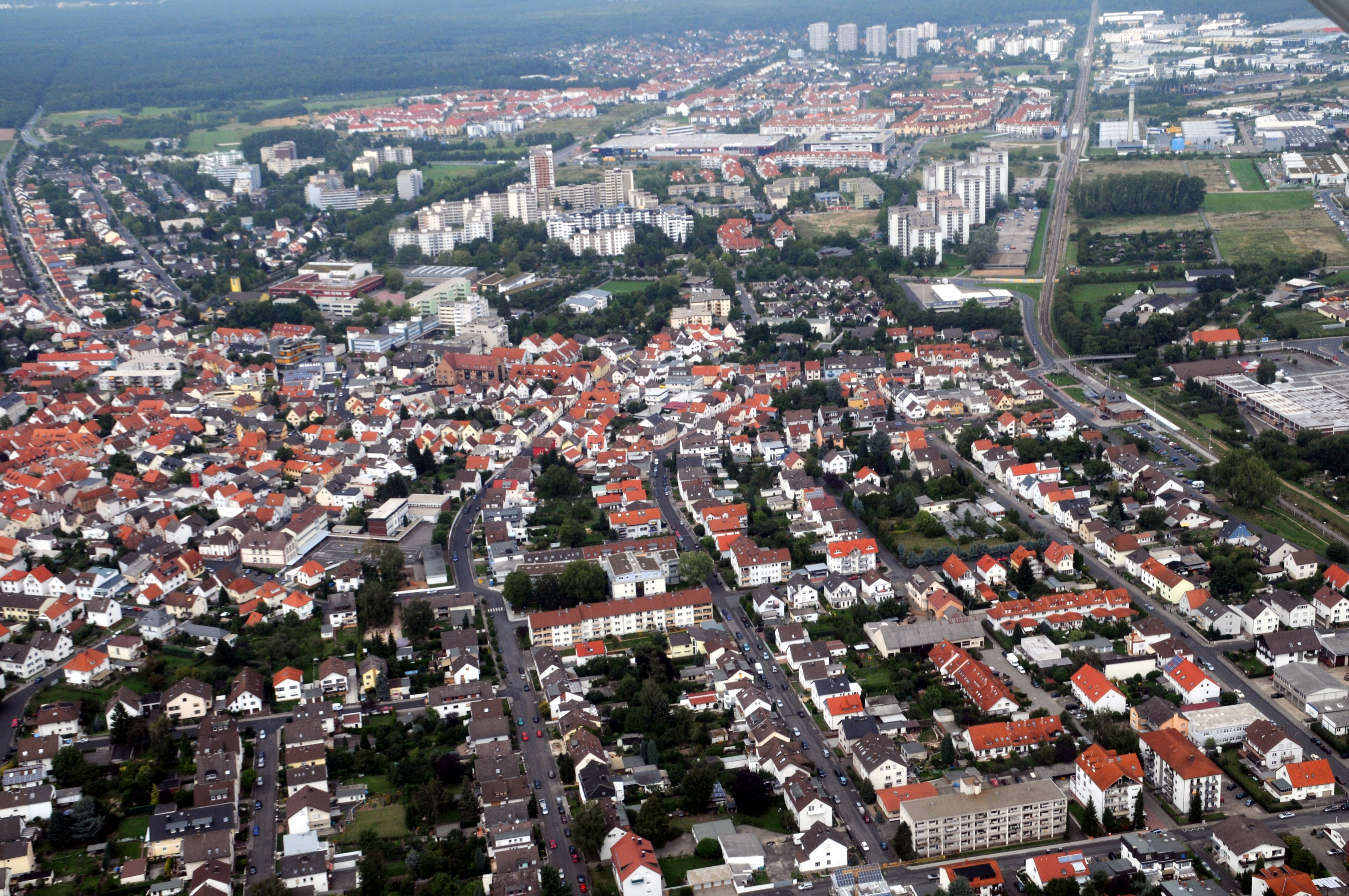
Luftbild 2008

Blick über Dietzenbach vom Aussichtsturm auf dem Wingertsberg

Dietzenbach ist die Kreisstadt des Landkreises Offenbach in Hessen.
1215 erstmals urkundlich erwähnt, setzte in den 1960er-Jahren ein starker Strukturwandel ein. Die Errichtung von Großwohnsiedlungen und der Zuzug von Zuwanderern ließen die Einwohnerschaft anwachsen, führten aber auch zu sozialen Problemen. Dietzenbach erhielt 1970 Stadtrechte.

## Geographie

### Lage
Dietzenbach befindet sich in der Mitte des Rhein-Main-Gebietes. Mit zwölf Kilometern nach Frankfurt am Main, zehn Kilometern nach Offenbach am Main, 30 Kilometern nach Aschaffenburg, 20 Kilometern nach Darmstadt und rund 50 Kilometern nach Wiesbaden liegt die Kreisstadt des Landkreises Offenbach Mittendrin in RheinMain, wie auch der Slogan der Stadt lautet. Dietzenbach liegt an der Bieber auf einer Höhe von 150 m ü. NN. Die Stadt grenzt im Norden an die Stadt Heusenstamm, im Osten an die Stadt Rodgau, im Süden an die Stadt Rödermark sowie im Westen an die Stadt Dreieich.

### Stadtgliederung
Dietzenbach besteht aus 3 Stadtteilen Steinberg, Wingertsberg und Hexenberg. Dabei ist Steinberg das größte und Hexenberg das kleinste.

#### Stadtteil Steinberg
Im Stadtteil Steinberg befinden sich Teile des Gewerbegebiets Nord, die Kindertagesstätten 3, 5 und 11, das Seniorenzentrum Siedlerstraße, sowie die Astrid-Lindgren-Schule (Grundschule), Regenbogenschule (Grundschule), Helen-Keller-Schule (Förderschule) und Heinrich-Mann-Schule (schulformbezogene Gesamtschule mit gymnasialer Oberstufe). Zudem gibt es ein Sportgelände an der Limesstraße. Im Zentrum befindet sich das Einkaufs-Zentrum Steinberg. In Steinberg leben knapp 12.000 Menschen.

#### Stadtquartiere

##### Neue Stadtmitte

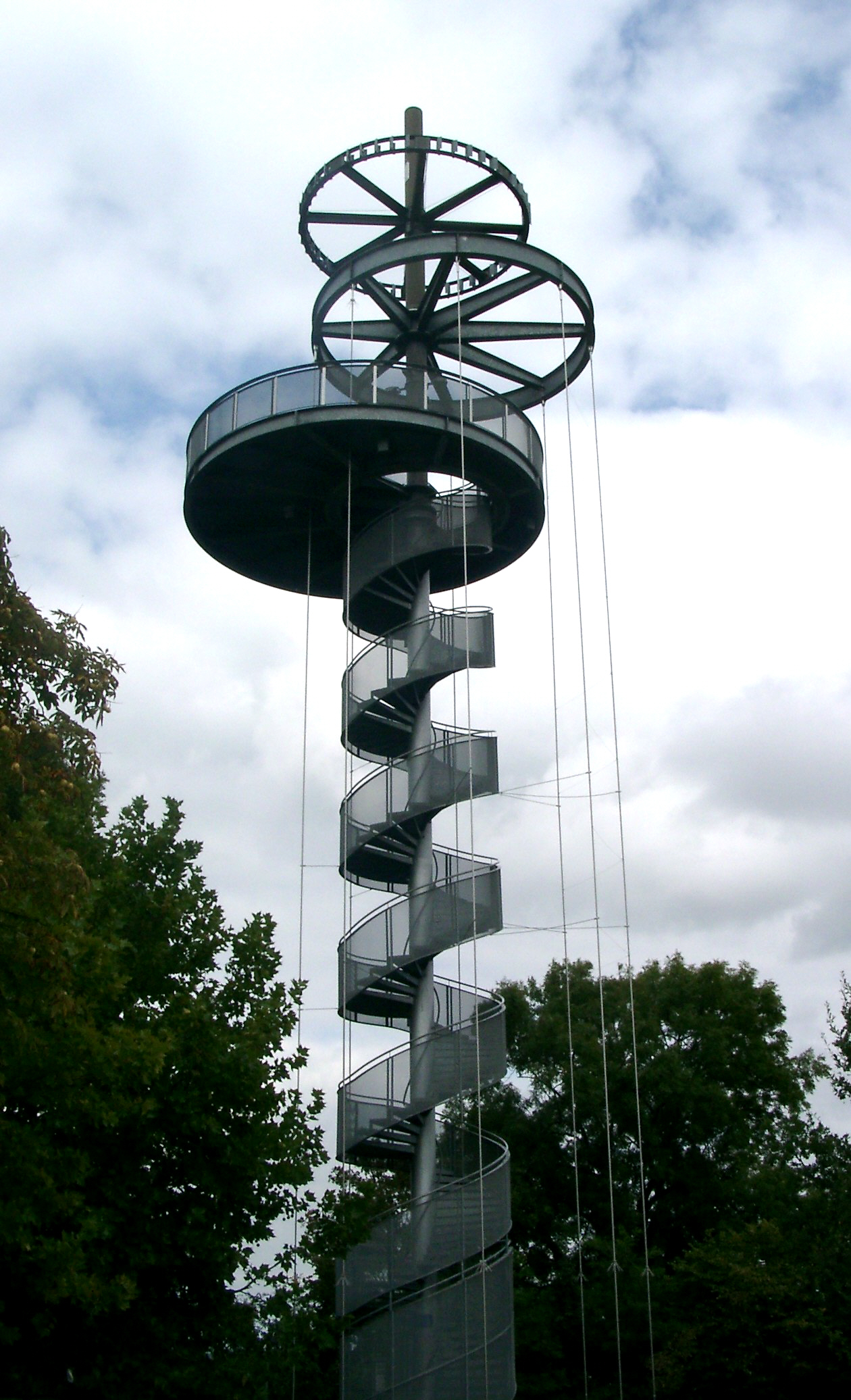
Der Aussichtsturm auf dem Wingertsberg

Zwischen Steinberg und dem alten Ortskern ist in den vergangenen Jahren ein Neubaugebiet entstanden, in dessen Zentrum die Stadtverwaltung und das Bürgerhaus Dietzenbachs angesiedelt sind.
Markantester Punkt war bis 2006 ein Einkaufszentrum mit großem toom Markt, Tankstelle und Parkplatz, das aufgrund seiner wenig ansprechenden 1970er-Jahre-Architektur und baulichen Vernachlässigung von den Bürgern zunehmend als „Schandfleck“ angesehen wurde. Verkaufsverhandlungen zögerten die Neuentwicklung immer wieder hinaus. Ende 2005 wurden die Verträge zwischen Stadt und der holländischen Ten-Brinke-Gruppe unterzeichnet.
Nachdem der alte Supermarkt Mitte 2005 schloss, wurde der Gebäudekomplex im Herbst 2006 vollständig abgerissen, um Platz für ein neues Einkaufszentrum zu schaffen. Die Grundsteinlegung fand am 4. Dezember 2006 statt, am 29. November 2007 öffnete das Zentrum und bekam den Namen Rathaus-Center. Die Ten-Brinke-Gruppe, Investor des 37,5 Millionen Euro teuren Projektes, hat ein 230 Meter langes und 101 Meter breites Gebäude errichtet. Darin befinden sich auf 8.000 Quadratmetern ein Lebensmittelmarkt sowie auf weiteren 4.000 Quadratmetern ein Elektronikfachmarkt. Den Rest der etwa 21.000 Quadratmeter Fläche teilen sich mehrere Einzelhandelsgeschäfte und Gastronomiebetriebe.

##### Hexenberg
Die Siedlung Hexenberg ist nach der höchsten Erhebung im Landkreis Offenbach benannt. Die Bebauung besteht aus relativ niedrigen Ein- und Mehrfamilienwohnhäusern sowie einigen kleineren Geschäften in der Mitte des Stadtteils.

##### Wingertsberg
Der Wingertsberg ist kein eigenständiger Stadtteil, sondern ein am Hang gegenüber der Altstadt gelegenes Wohngebiet. An der höchsten Erhebung findet sich neben einem Sportplatz ein Restaurant mit Aussichtsterrasse sowie der zum Hessentag 2001 errichtete Aussichtsturm, der einen Blick bis Frankfurt ermöglicht.

##### Altstadt

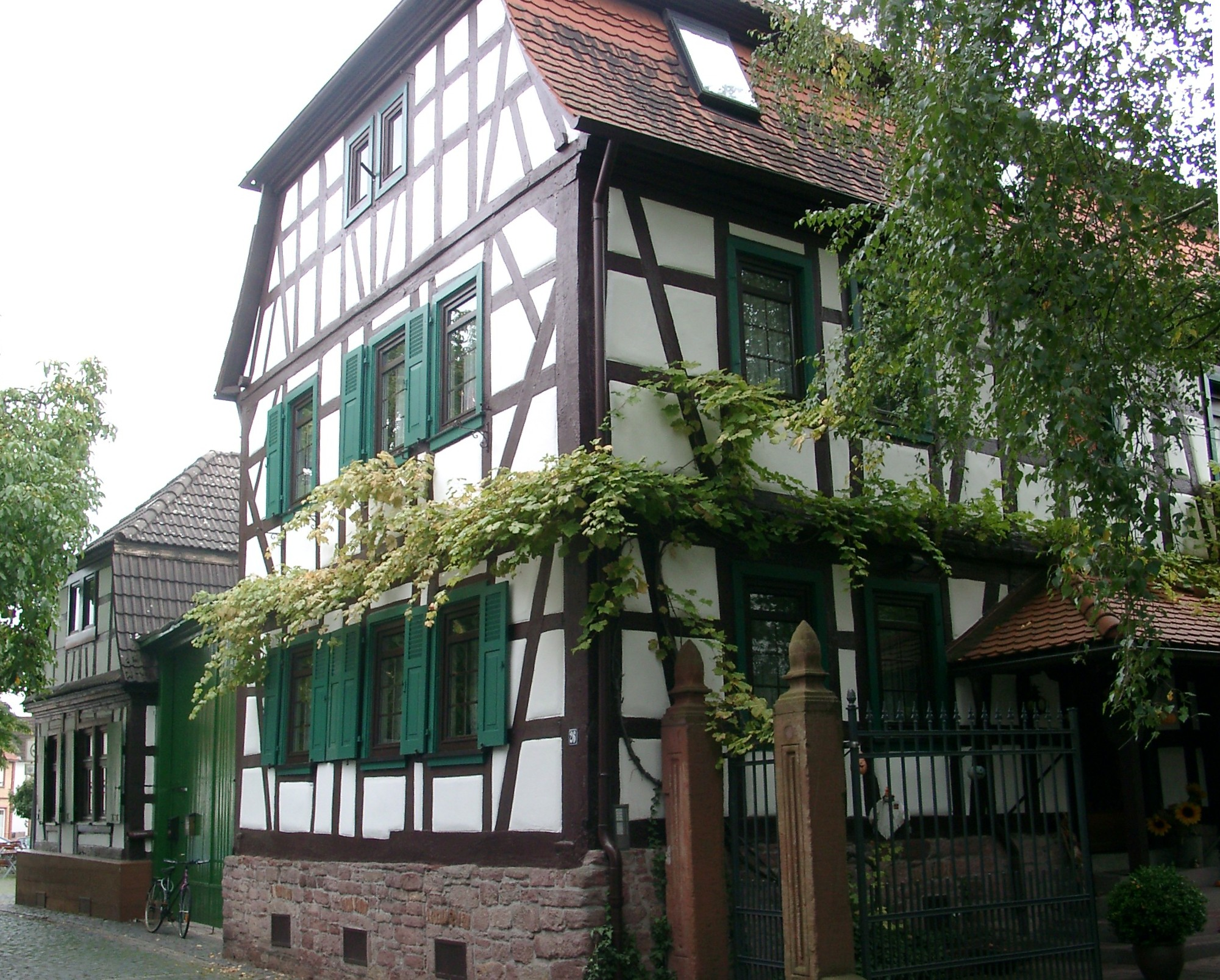
Fachwerkhaus in der Altstadt

In den 1960er- und 1970er-Jahren gab es in Dietzenbach starke Tendenzen, den alten Ortskern im Zuge einer Flächensanierung rigoros umzugestalten. Dem fiel eine Menge alter Bausubstanz zum Opfer, bevor im Februar 1979 durch die Verabschiedung des städtebaulichen Rahmenplans Alte Ortsmitte Dietzenbach eine neue Entwicklungsära eingeleitet wurde. Viele Fachwerkhäuser im historischen Ortskern konnten dadurch vor dem Abriss gerettet und in der Folge saniert werden. Dietzenbach kann deshalb bis heute eine Reihe von Gebäuden vorweisen, die als Kulturdenkmäler geschützt sind. Auch ein Teil des Dietzenbacher Heimatmuseums ist in einem als Kulturdenkmal klassifizierten Gebäude untergebracht. In der Altstadt befindet sich auch das Feuerwehrmuseum, die Stadtbücherei und die Polizeistation.

##### Spessartviertel
Das Stadtquartier zwischen Altstadt und neuer Stadtmitte trug früher den Namen Starkenburgring und ist überregional als sozialer Brennpunkt bekannt.

## Geschichte

### Territoriale Zugehörigkeit
Die älteste erhaltene Erwähnung des Ortes stammt von 1215. Sie befindet sich in einer Schenkungsurkunde an das Kloster Patershausen. Die später wüsten Siedlungen Ippingshausen, Hartcheshofen und Richolshausen lagen im Mittelalter in der heutigen Dietzenbacher Gemarkung. Dietzenbach war Teil der Rödermark. Die Herren und Grafen von Hanau hatten in dem Dorf zunächst das Recht auf Fron, Bede und Steuer. Während des Auflösungsprozesses des Klosters Patershausen in der Reformation und dessen faktischer Übernahme durch die Grafschaft Hanau-Lichtenberg wurde Dietzenbach 1527 in die Grafschaft eingegliedert.
Nach dem Tod des letzten Hanauer Grafen, Johann Reinhard III., 1736, erbte Landgraf Friedrich I. von Hessen-Kassel aufgrund eines Erbvertrages aus dem Jahr 1643 die Grafschaft Hanau-Münzenberg, aufgrund der Intestaterbfolge fiel die Grafschaft Hanau-Lichtenberg an den Sohn der einzigen Tochter von Johann Reinhard III., Landgraf Ludwig IX. von Hessen-Darmstadt. Die Zugehörigkeit der unmittelbar südlich des Mains gelegenen Teile der Grafschaft Hanau zu Hanau-Lichtenberg oder Hanau-Münzenberg war dabei zwischen den beiden Erben umstritten. Es kam fast zu einer kriegerischen Auseinandersetzung, als Hessen-Darmstadt die Orte Dietzenbach, Schaafheim und Schlierbach, Hessen-Kassel mit schon sorgsam in Hanau stationiertem Militär den Rest des Amtes Babenhausen besetzte. Die Auseinandersetzung konnte erst nach einem langjährigen Rechtsstreit vor den höchsten Reichsgerichten 1771 mit einem Vergleich beendet werden, dem so genannten Partifikationsrezess. Danach fielen die Orte Altheim, Dietzenbach, Harpertshausen, Schaafheim und Schlierbach an die Landgrafschaft Hessen-Darmstadt, aus denen das Amt Schaafheim gebildet wurde. Dietzenbach gehörte in den folgenden 200 Jahren dann nacheinander zu folgenden übergeordneten Verwaltungseinheiten:
- 1821: Landratsbezirk Langen
- 1832: Kreis Offenbach
- 1848: Regierungsbezirk Darmstadt
- 1852: Kreis Offenbach

Gerichtlich gehörte die Gemeinde ab 1821 zum Landgericht Langen und ab 1879 zum Amtsgericht Langen.
Durch die Aufteilung der Rödermark 1818 erhielt der Ort seinen Gemeindewald.
Die heutige Stadt war vor dem Zweiten Weltkrieg noch ein bäuerlich geprägtes Dorf, das aber von der Erwerbsstruktur her sich schon stark zu einer Arbeiterwohnsitzgemeinde gewandelt hatte. Darin dürfte auch der Grund liegen, weshalb das „rote Dietzenbach“ lange eine Hochburg der Kommunisten und Sozialdemokraten war. Dies verhinderte allerdings nicht, dass auch hier die Nationalsozialisten kurz nach der Machtergreifung 1933 die Gleichschaltung des öffentlichen Lebens schnell und erfolgreich umsetzen konnten. Wie andernorts auch, kam es schnell zu Verhaftungen von Kommunisten und zu Repressalien gegen alle, die den Nazis als Regimegegner galten. Auch der nationalsozialistische Rassenwahn machte vor Dietzenbach nicht halt. Es gab zwar nur eine kleine jüdische Gemeinde in Dietzenbach, doch deren Mitglieder waren Ende 1938 alle nicht mehr in Dietzenbach wohnhaft: Einigen war die Auswanderung in die USA gelungen, andere waren, in der Hoffnung, dort eher Schutz zu finden als in einem kleinen Dorf, in größere Städte verzogen. Letzteres erwies sich als trügerische Hoffnung, wie die in Dietzenbach verlegten Stolpersteine für die die im Nationalsozialismus ermordeten, deportierten, vertriebenen oder in den Suizid getriebenen Menschen zeigen.
Ein britischer Luftangriff auf Dietzenbach während des Zweiten Weltkrieges verursachte in der Nacht vom 20. zum 21. September 1941 schwere Schäden im Ort.
In der Nachkriegszeit wurde Dietzenbach stark durch Zuwanderer geprägt. In den 1960er-Jahren setzte ein starker Strukturwandel ein, vor allem mit der Erschließung von Wohngebieten und dem Bau von Großwohnsiedlungen (Hochhäusern), was auch zu einem sozialen Brennpunkt führte.
Dietzenbach erhielt 1970 Stadtrechte. Im Zuge der Gebietsreform in Hessen in den 1970er-Jahren wurde Dietzenbach als eine von wenigen Städten und Gemeinden nicht verändert und konnte seine Eigenständigkeit bewahren.
Seit 2002 ist Dietzenbach Sitz der Verwaltung des Landkreises Offenbach. Kreisstadt darf sich Dietzenbach offiziell aber erst seit dem 24. März 2003 nennen. Dem ging ein Streit mit der Nachbargemeinde Rodgau voraus, die diesen Status aufgrund ihrer höheren Einwohnerzahl für sich beanspruchte.

### Historische Namensformen
- Dicenbah (1210–1220)[3]
- Dicenbach (1270)
- Dyetzinbach (1344)
- Dytzenbach (1353)
- Ditzenbach (1357)
- Diczenbach (1437)
- Dyetzenbach (1450)
- Detzenbach (1535)
- Dietzenbach (1541)

### Einwohnerentwicklung
| Jahr | Einwohner |
| ---- | --------- |
| 1829 | 1.239     |
| 1895 | 2.031     |
| 1939 | 3.695     |
| 1950 | 4.711     |
| 1961 | 6.303     |
| 1970 | 12.449    |
| 1983 | 25.500    |

| Jahr | Einwohner |
| ---- | --------- |
| 1997 | 33.015    |
| 2005 | 34.794    |
| 2009 | 33.224    |
| 2016 | 33.903    |
| 2019 | 34.227    |
| 2022 | 34.787    |

Einwohnerentwicklung Dietzenbachs von 1829 bis 2016

Dietzenbach ist eine der geburtenstärksten Kommunen des Landes (1990: ~380, 2006: 420 Geburten). Es wurde seit den 1960er-Jahren stark durch Einwanderer geprägt: Knapp ein Drittel seiner Bewohner stammen aus über hundert Nationen. Per 30. Juni 2014 wies die Stadt einen Ausländeranteil (gemeldete Einwohner ohne deutsche Staatsangehörigkeit) in Höhe von 27,4 Prozent auf und hatte somit nach Offenbach am Main, Kelsterbach und Raunheim den vierthöchsten Anteil aller hessischen Kommunen.

### Wissenswert
- 2001 war Dietzenbach Veranstaltungsort des Hessentages.

## Politik

### Stadtverordnetenversammlung
Die Kommunalwahl am 14. März 2021 lieferte folgendes Ergebnis, in Vergleich gesetzt zu früheren Kommunalwahlen:
| Sitzverteilung in der Stadtverordnetenversammlung 2021Insgesamt 45 Sitze - Linke: 2 - SPD: 11 - Grüne: 10 - FDP: 2 - CDU: 13 - DL: 1 - FW: 3 - AfD: 3 | Parteien und Wählergemeinschaften | Parteien und Wählergemeinschaften                 | % 2021 | Sitze 2021 | % 2016 | Sitze 2016 | % 2011 | Sitze 2011 | % 2006 | Sitze 2006 | % 2001 | Sitze 2001 |
| Sitzverteilung in der Stadtverordnetenversammlung 2021Insgesamt 45 Sitze - Linke: 2 - SPD: 11 - Grüne: 10 - FDP: 2 - CDU: 13 - DL: 1 - FW: 3 - AfD: 3 | CDU                               | Christlich Demokratische Union                    | 27,9   | 13         | 25,4   | 11         | 30,5   | 14         | 42,6   | 19         | 30,7   | 14         |
| Sitzverteilung in der Stadtverordnetenversammlung 2021Insgesamt 45 Sitze - Linke: 2 - SPD: 11 - Grüne: 10 - FDP: 2 - CDU: 13 - DL: 1 - FW: 3 - AfD: 3 | SPD                               | Sozialdemokratische Partei Deutschlands           | 25,5   | 11         | 21,3   | 10         | 23,3   | 10         | 24,7   | 11         | 33,9   | 15         |
| Sitzverteilung in der Stadtverordnetenversammlung 2021Insgesamt 45 Sitze - Linke: 2 - SPD: 11 - Grüne: 10 - FDP: 2 - CDU: 13 - DL: 1 - FW: 3 - AfD: 3 | AfD                               | Alternative für Deutschland                       | 7,0    | 3          | 14,7   | 7          | —      | —          | —      | —          | —      | —          |
| Sitzverteilung in der Stadtverordnetenversammlung 2021Insgesamt 45 Sitze - Linke: 2 - SPD: 11 - Grüne: 10 - FDP: 2 - CDU: 13 - DL: 1 - FW: 3 - AfD: 3 | WIR-BfD                           | WIR – Bürger für Dietzenbach                      | —      | —          | 11,7   | 5          | 17,4   | 8          | —      | —          | —      | —          |
| Sitzverteilung in der Stadtverordnetenversammlung 2021Insgesamt 45 Sitze - Linke: 2 - SPD: 11 - Grüne: 10 - FDP: 2 - CDU: 13 - DL: 1 - FW: 3 - AfD: 3 | GRÜNE                             | Bündnis 90/Die Grünen                             | 22,5   | 10         | 10,1   | 5          | —      | —          | 9,1    | 4          | 10,1   | 5          |
| Sitzverteilung in der Stadtverordnetenversammlung 2021Insgesamt 45 Sitze - Linke: 2 - SPD: 11 - Grüne: 10 - FDP: 2 - CDU: 13 - DL: 1 - FW: 3 - AfD: 3 | FDP                               | Freie Demokratische Partei                        | 5,4    | 2          | 6,1    | 3          | 4,0    | 2          | 5,3    | 2          | 4,6    | 2          |
| Sitzverteilung in der Stadtverordnetenversammlung 2021Insgesamt 45 Sitze - Linke: 2 - SPD: 11 - Grüne: 10 - FDP: 2 - CDU: 13 - DL: 1 - FW: 3 - AfD: 3 | LINKE                             | Die Linke                                         | 4,0    | 2          | 4,7    | 2          | 4,6    | 2          | —      | —          | —      | —          |
| Sitzverteilung in der Stadtverordnetenversammlung 2021Insgesamt 45 Sitze - Linke: 2 - SPD: 11 - Grüne: 10 - FDP: 2 - CDU: 13 - DL: 1 - FW: 3 - AfD: 3 | DL                                | Dietzenbacher Liste                               | 1,6    | 1          | 2,6    | 1          | —      | —          | 4,0    | 2          | 2,7    | 1          |
| Sitzverteilung in der Stadtverordnetenversammlung 2021Insgesamt 45 Sitze - Linke: 2 - SPD: 11 - Grüne: 10 - FDP: 2 - CDU: 13 - DL: 1 - FW: 3 - AfD: 3 | FW-UDS                            | Freie Wähler – Unabhängig Demokratisch Sozial     | 6,1    | 3          | 3,3    | 1          | 2,8    | 1          | —      | —          | —      | —          |
| Sitzverteilung in der Stadtverordnetenversammlung 2021Insgesamt 45 Sitze - Linke: 2 - SPD: 11 - Grüne: 10 - FDP: 2 - CDU: 13 - DL: 1 - FW: 3 - AfD: 3 | GDL                               | Grüne Dietzenbacher Liste                         | —      | —          | —      | —          | 17,4   | 8          | —      | —          | —      | —          |
| Sitzverteilung in der Stadtverordnetenversammlung 2021Insgesamt 45 Sitze - Linke: 2 - SPD: 11 - Grüne: 10 - FDP: 2 - CDU: 13 - DL: 1 - FW: 3 - AfD: 3 | BfD-FWG                           | Bürger für Dietzenbach – Freie Wählergemeinschaft | —      | —          | —      | —          | —      | —          | 10,5   | 5          | 10,1   | 5          |
| Sitzverteilung in der Stadtverordnetenversammlung 2021Insgesamt 45 Sitze - Linke: 2 - SPD: 11 - Grüne: 10 - FDP: 2 - CDU: 13 - DL: 1 - FW: 3 - AfD: 3 | REP                               | Die Republikaner                                  | —      | —          | —      | —          | —      | —          | 2,8    | 1          | 5,3    | 2          |
| Sitzverteilung in der Stadtverordnetenversammlung 2021Insgesamt 45 Sitze - Linke: 2 - SPD: 11 - Grüne: 10 - FDP: 2 - CDU: 13 - DL: 1 - FW: 3 - AfD: 3 | ödp                               | Ökologisch-Demokratische Partei                   | —      | —          | —      | —          | —      | —          | 1,0    | 1          | 2,6    | 1          |
| Sitzverteilung in der Stadtverordnetenversammlung 2021Insgesamt 45 Sitze - Linke: 2 - SPD: 11 - Grüne: 10 - FDP: 2 - CDU: 13 - DL: 1 - FW: 3 - AfD: 3 | Gesamt                            | Gesamt                                            | 100    | 45         | 100    | 45         | 100    | 45         | 100    | 45         | 100    | 45         |
| Sitzverteilung in der Stadtverordnetenversammlung 2021Insgesamt 45 Sitze - Linke: 2 - SPD: 11 - Grüne: 10 - FDP: 2 - CDU: 13 - DL: 1 - FW: 3 - AfD: 3 | Wahlbeteiligung                   | Wahlbeteiligung                                   | 46,4 % | 46,4 %     | 41,9 % | 41,9 %     | 42,6 % | 42,6 %     | 43,2 % | 43,2 %     | 51,6 % | 51,6 %     |

### Bürgermeister

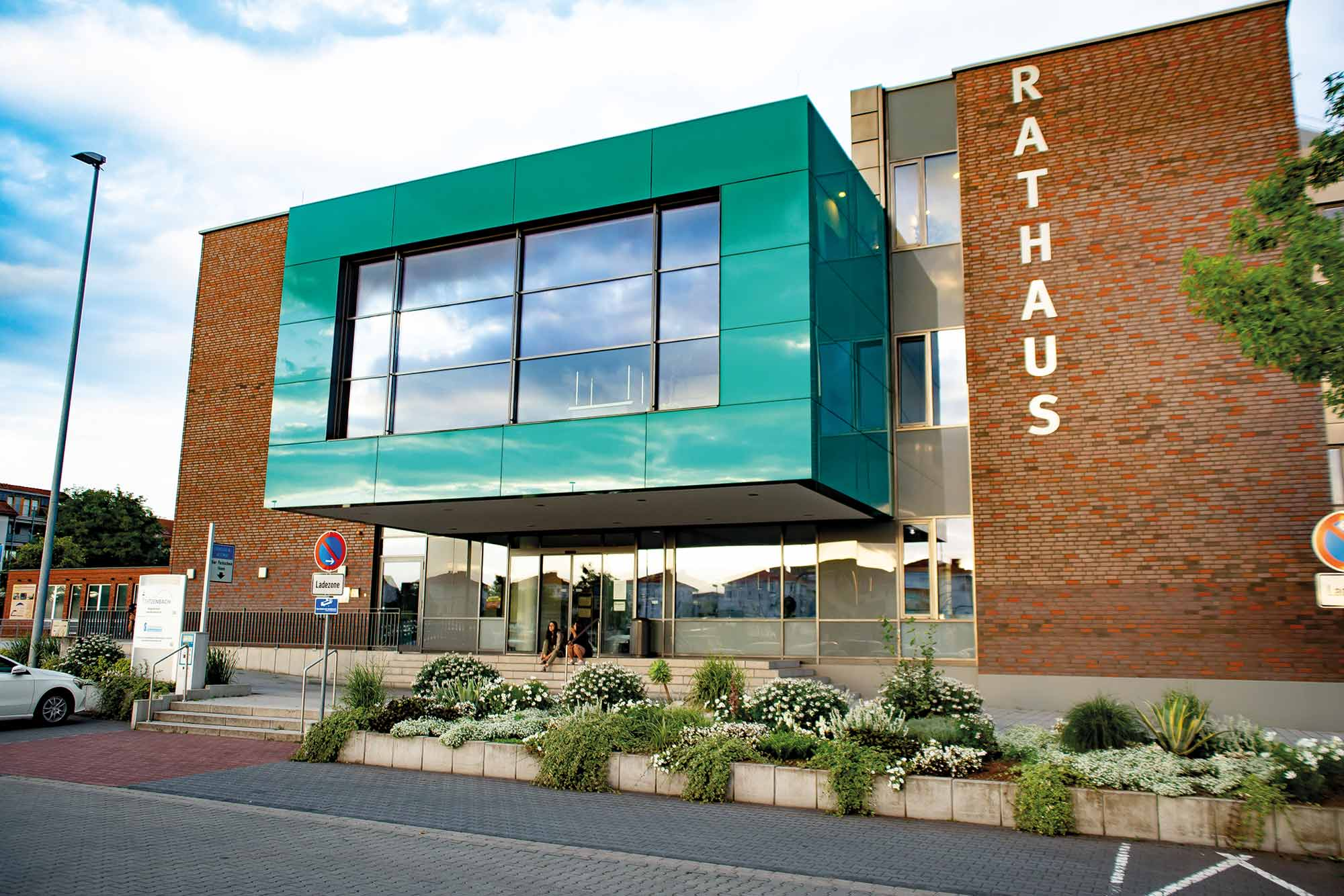
Rathaus Dietzenbach

Nach der hessischen Kommunalverfassung wird der Bürgermeister für eine sechsjährige Amtszeit gewählt, seit dem Jahr 1993 in einer Direktwahl, und ist Vorsitzender des Magistrats, dem in der Stadt Dietzenbach neben dem Bürgermeister hauptamtlich ein Erster Stadtrat und ehrenamtlich vier weitere Stadträte angehören. Bürgermeister ist seit dem 17. November 2021 Dieter Lang (SPD), der bis dahin als Erster Stadtrat dem Magistrat angehörte. Er setzte sich am 28. März 2021 in einer Stichwahl gegen Amtsinhaber Jürgen Rogg, der sich um eine dritte Amtszeit beworben hatte, bei 39,3 Prozent Wahlbeteiligung mit 60,1 Prozent der Stimmen durch.
Amtszeiten der Bürgermeister
- 2021–2027 Dieter Lang (SPD)[15]
- 2009–2021 Jürgen Rogg[16]
- 2001–2009 Stephan Gieseler (CDU) (Amtsantritt 11. Juni 2001, wechselte am 1. Juli 2009 als Direktor zum Hessischen Städtetag, Erster Stadtrat Dietmar Kolmer (CDU) übernahm kommissarisch die Leitung der Stadtverwaltung)[20]
- 1989–2001 Jürgen Heyer (SPD)[21]
- 1988–1989 Frank-Peter Kaufmann (GRÜNE) (kommissarisch als Erster Stadtrat)
- 1976–1988 Friedrich Keller (SPD) (1943–2017)[22]
- 1958–1976 Hermann Kocks
- 1948–1958 Christian Ebert
- 1945–1948 Martin Wolf IV. (SPD) (von der US-Militäradministration eingesetzt, 1946 gewählt)
- 1945 Karl Krapp (von der US-Militäradministration eingesetzt)
- 1945 Heinrich Weilmünster (von der US-Militäradministration eingesetzt)
- 1934–1945 Heinrich Fickel
- 1933–1934 Eduard Großmann (kommissarisch)
- 1919–1933 Karl Krapp (vom Nazi-Regime des Amtes enthoben)
- 1908–1919 Heinrich Heberer I.
- 1898–1908 Johann Georg Heberer XII.
- 1884–1897 Heinrich Eckert
- 1870–1883 Martin Heberer
- 1843–1869 Georg Martin Eckert III.
- 1837 Anton Schäferle
- 1831 Johann Georg Metzler
- 1825 Johann Philipp Keim

### Ausländerbeirat
Dietzenbach hat einen Ausländerbeirat, der aus 19 Personen besteht. Darin sind verschiedene Nationalitäten vertreten. Nach den Wahlen am 29. November 2015 wurde Cengiz Hendek zum Vorsitzenden gewählt. Der Ausländerbeirat tagt regelmäßig zwei Wochen vor der Stadtverordnetenversammlung.

### Wappen und Flagge
Wappen

Bannerflagge

Blasonierung: „In rotem Schild ein silberner Schrägrechtsbalken mit aufgelegtem blauen Wellenband, links oben und rechts unten je eine goldene Traube mit jeweils 2 grünen Blättern an grünem Stängel.“
Das Wappen wurde der damaligen Gemeinde Dietzenbach im Landkreis Offenbach 31. August 1957 durch den Hessischen Innenminister genehmigt. Gestaltet wurde es ursprünglich durch den Heraldiker Georg Massoth.
Der Wellenbalken stellt „redend“ die Silbe „‑bach“ im Stadtnamen dar. Die Trauben sollen auf die Tradition des Weinbaus in Dietzenbach verweisen.
Flagge
Die Flagge wurde der damaligen Gemeinde Dietzenbach am 10. November 1958 durch den Hessischen Innenminister genehmigt und wird wie folgt beschrieben:
„Auf der breiten gelben Mittelbahn des blau-gelb-blauen Flaggentuches das Gemeindewappen.“

### Partnerstädte
- Vélizy-Villacoublay, Frankreich, seit 1976
- Masaya, Nicaragua, seit 1985
- Rakovník, Tschechien, seit 1986
- Neuhaus am Rennweg, Thüringen, Deutschland, seit 1990
- Oconomowoc, Vereinigte Staaten, seit 2008
- Kaszjukowitschy, Belarus, seit 2009
- Kunming, China, seit 2020

## Wirtschaft und Infrastruktur

### Verkehr

#### Eisenbahn

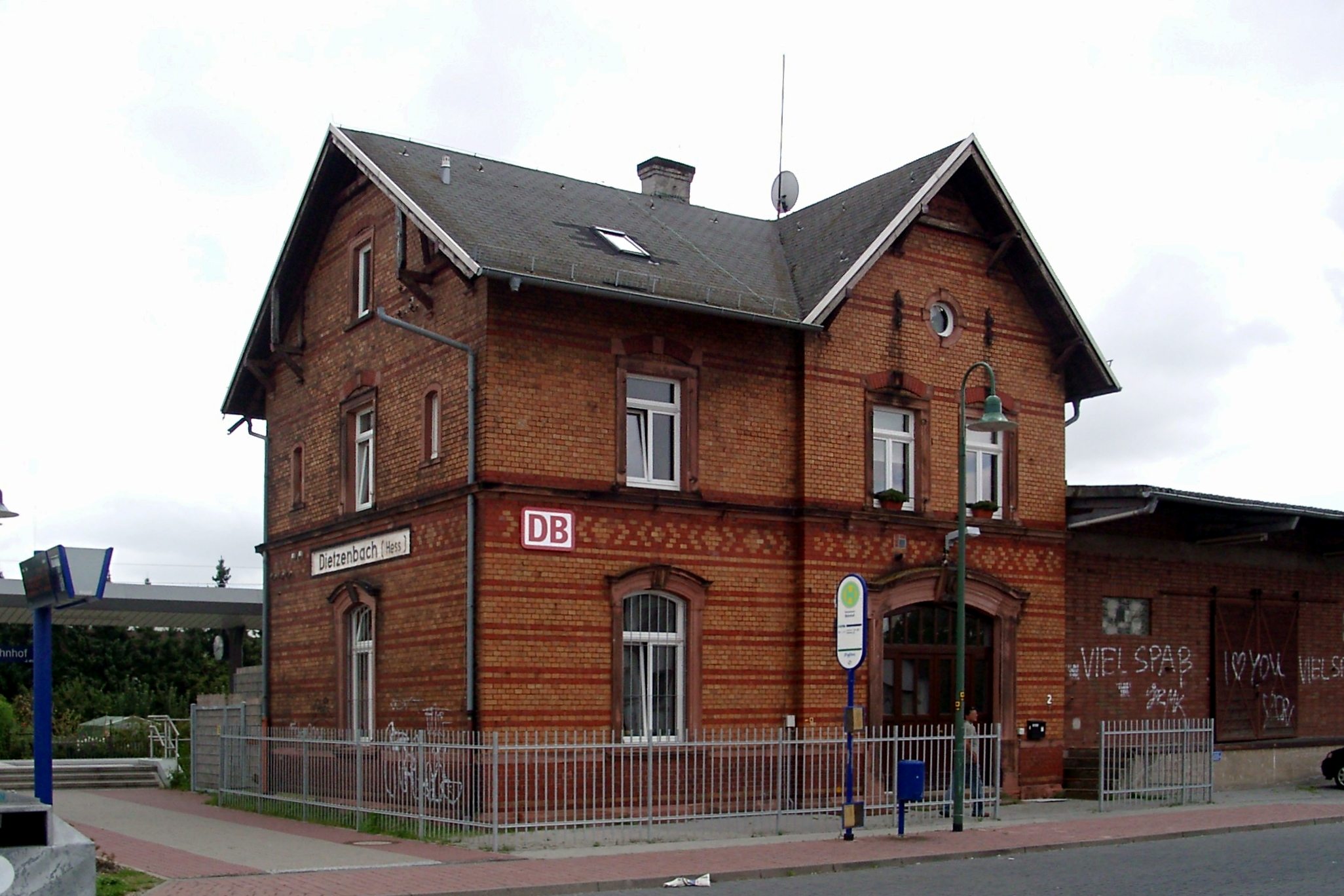
Bahnhof Dietzenbach

1898 wurde die Bahnstrecke Offenbach-Bieber–Dietzenbach eingeweiht und der Bahnhof Dietzenbach errichtet. Nachdem über viele Jahre kein Personenverkehr mehr auf der Strecke bestand, ist Dietzenbach seit Ende 2003 mit der S-Bahn-Linie S2 Niedernhausen–Dietzenbach an das Netz der S-Bahn Rhein-Main angeschlossen. Diese befährt diese Zweigstrecke der Rodgaubahn. In Dietzenbach gibt es drei S-Bahn-Haltestellen: Steinberg, Dietzenbach Mitte und Dietzenbach Bahnhof als Endhaltestelle (siehe Foto).

#### Straße
Dietzenbach verfügt über ein eigenes Stadtbusnetz mit zentralem Busbahnhof an der S-Bahn-Haltestelle Dietzenbach Mitte.
Durch Dietzenbach verläuft die B 459, deren nördliches Ende bei Neu-Isenburg auf die B 46 stößt, von der man die Autobahnen 3 und 661 über die Anschlussstelle Offenbach/Offenbacher Kreuz erreicht. Das südliche Ende der B 459 stößt zwischen Rödermark und Eppertshausen auf die B 45.

### Medien
Die Offenbach-Post, deren Verlagshaus seinen Sitz in Offenbach am Main hat, berichtet regelmäßig im Regionalteil über Dietzenbach. Aus dem gleichen Verlagshaus kommt auch die Stadt-Post Dietzenbach. Seit 2016 berichtet der lokale Fernsehsender OF-TV über Heusenstamm. Seit 2004 berichtet der Stadtführer, jetzt Cityguide Dietzenbach, über die Stadt.

### Bildung
Dietzenbach hat, über die Stadt verteilt, fünf Grundschulen und zwei weiterführende Schulen. Zudem sind zwei Privatschulen in Dietzenbach ansässig und eine Volkshochschule.
- Astrid-Lindgren-Schule (Grundschule)
- Regenbogenschule (Grundschule)
- Dietrich-Bonhoeffer-Schule (Grundschule)
- Aue-Schule (Grundschule)
- Sterntalerschule (Grundschule)
- Helen-Keller-Schule (Förderschule)
- Ernst-Reuter-Schule (schulformbezogene Gesamtschule ohne gymnasiale Oberstufe)
- Heinrich-Mann-Schule (schulformbezogene Gesamtschule mit gymnasialer Oberstufe)
- Rudolf-Steiner-Schule (Waldorfschule und Waldorfkindergarten)
- Montessori-Schule (Montessori Campus mit Kinderhaus)

### Gesundheit
Neben diversen Allgemein- und Facharztpraxen gibt es in Dietzenbach eine Institutsambulanz und Tagesklinik für zwölf Kinder der Klinik für Kinder- und Jugendpsychiatrie, Psychosomatik und Psychotherapie Riedstadt.

### Naturschutz

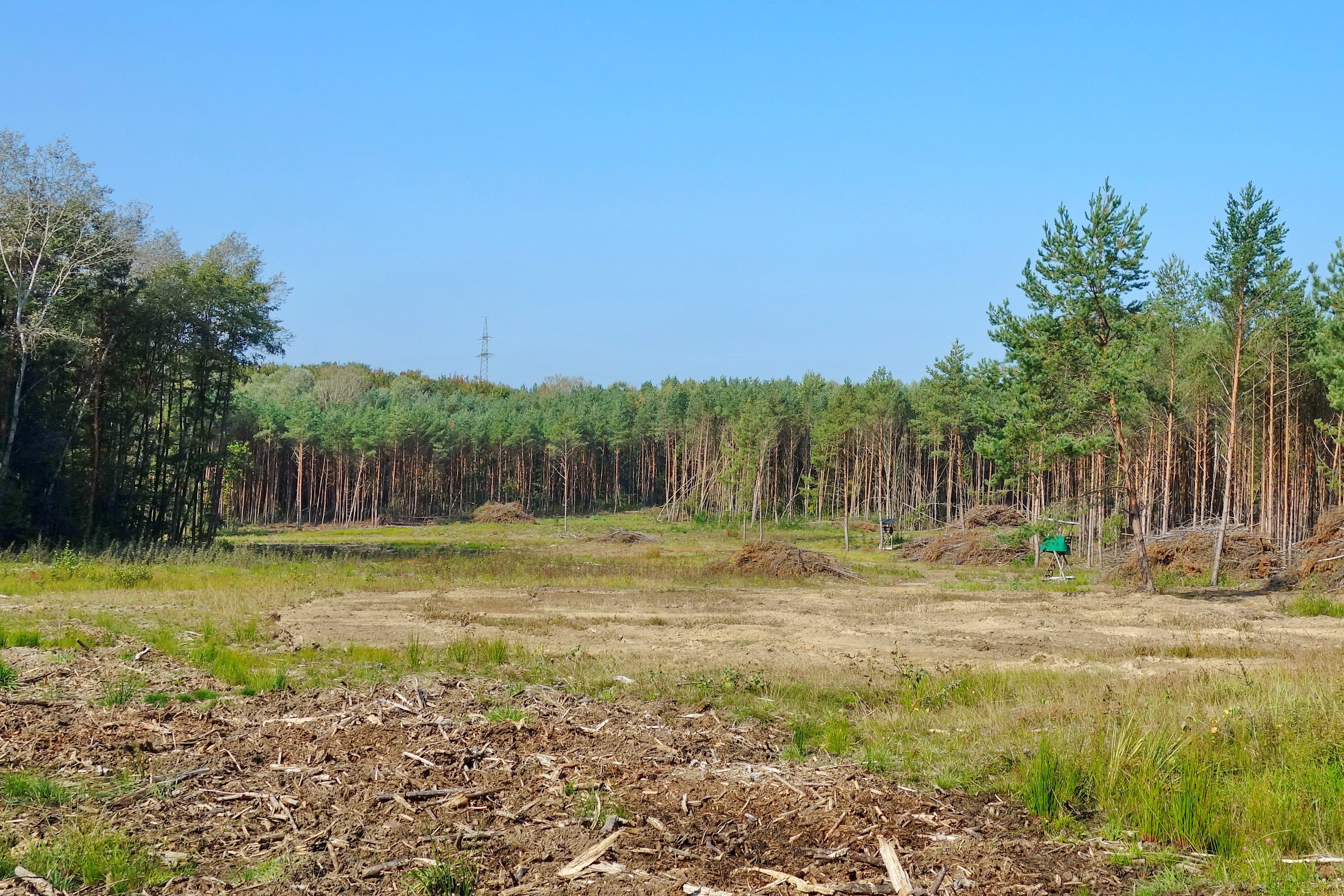
Willersinn’sche Grube

Das Naturschutzgebiet Willersinn’sche Grube bei Dietzenbach (NSG-Kennung 1438013) liegt in einem größeren forstwirtschaftlich geprägten Bereich nordöstlich von Dietzenbach und grenzt an das Regenrückhaltebecken im Stadtteil Steinberg. Im Westen ist der Gewerbepark Dietzenbach-Ost. Weitere umgebende Bereiche befinden sich im großflächigen Landschaftsschutzgebiet Landkreis Offenbach.
Die Willersinn’sche Grube bei Dietzenbach ist eine ehemalige Kiesabbaustätte. Sie ist benannt nach den Gebrüder Willersinn, die hier in den 1950er-Jahren Flugsand abbauten. Bis 1980 wurde großflächig Sand gewerblich abgebaut. Der nördliche Teil wurde verfüllt und der verbliebene Teil weist steil abfallende Böschungen aus. Eine Untersuchung dokumentiert mit 185 Arten die größte floristische und faunistische Artenvielfalt auf der Gemarkungsfläche Dietzenbach. Das gesamte Gebiet ist heute bewaldet und ehemalige Brutvögel wie Heidelerche und Brachpieper sind nicht mehr anzutreffen.

## Religion

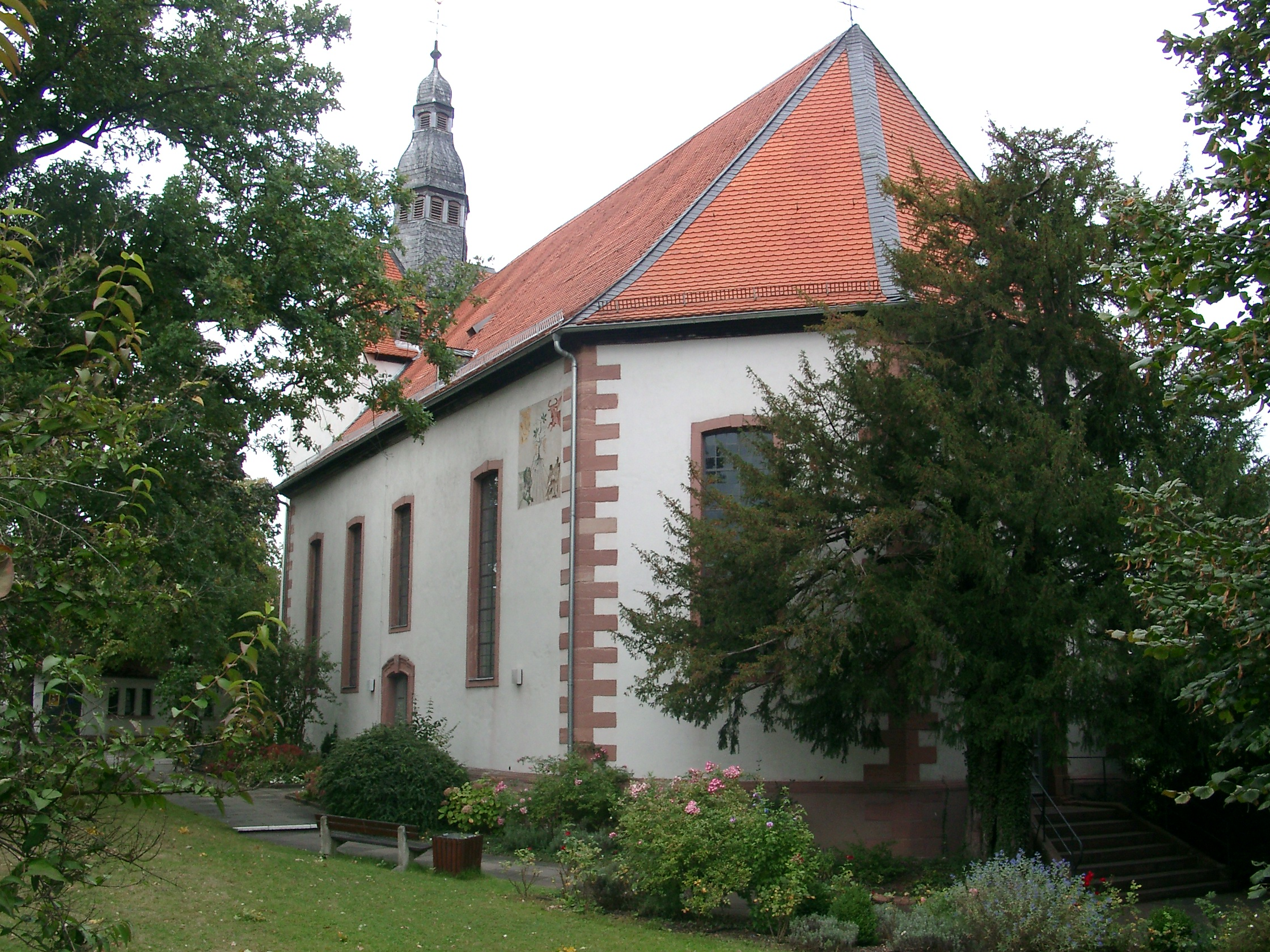
Evangelische Christuskirche

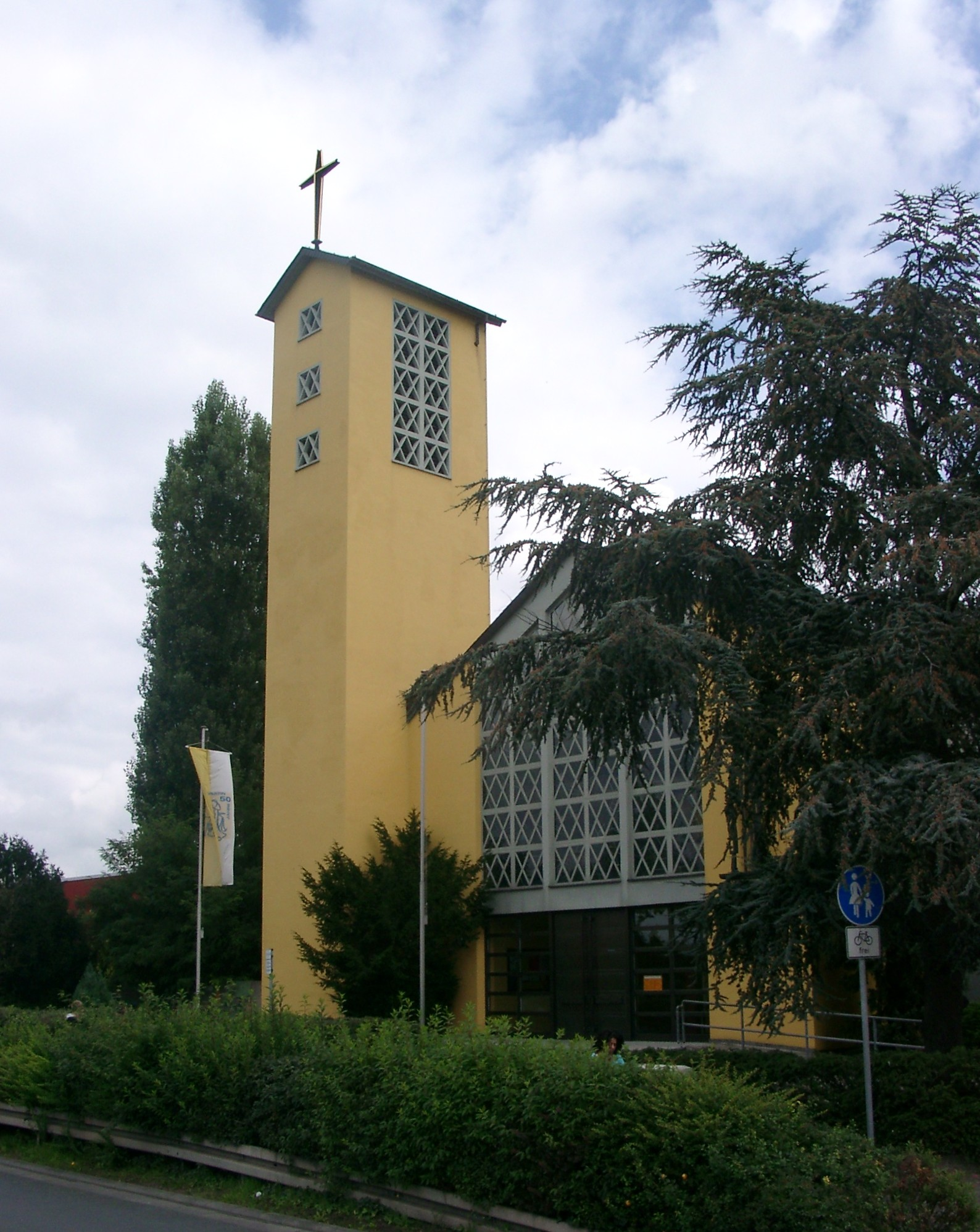
Römisch-katholische Pfarrkirche St. Martin

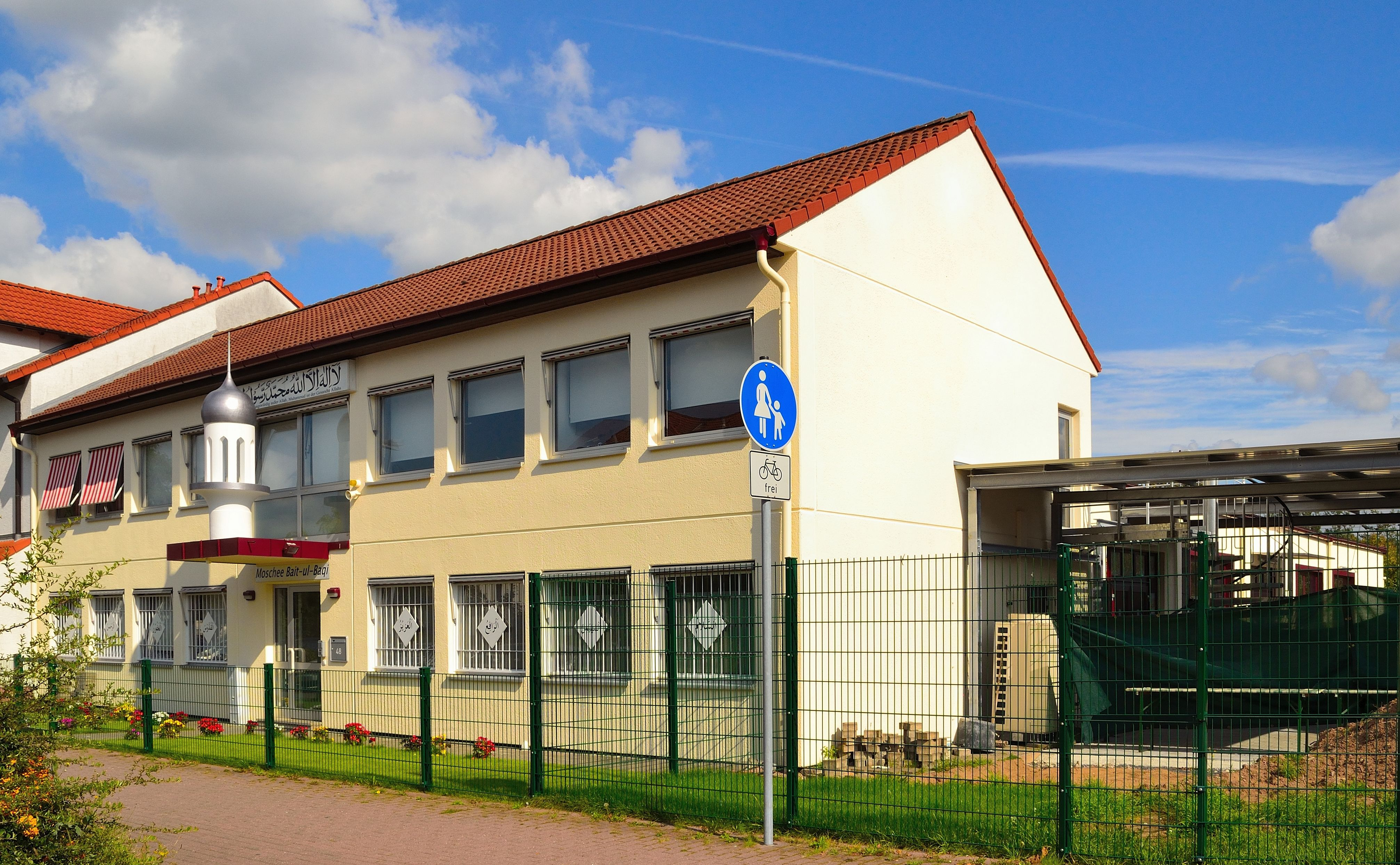
Die Moschee „Bait ul-Baqi“ am Theodor-Heuss-Ring

Heute ist Dietzenbach stark durch Einwanderer geprägt. Dietzenbach gehört in Deutschland zu den Orten mit dem höchsten Anteil an Personen mit Migrationshintergrund. Entsprechend vielfältig sind auch die Religionszugehörigkeiten der Einwohnerschaft.

### Konfessionsstatistik
Die Einwohnerstatistik (Stand: 1. Januar 2010) weist 7.188 Personen evangelischer und 6.014 Personen römisch-katholischer Konfession aus, 21.407 Personen werden unter „sonstige Konfession“ zusammengefasst, das heißt rund zwei Drittel der Bevölkerung haben also eine andere Religionszugehörigkeit oder gehören gar keiner Kirche an. Laut Zensus 2011 waren 8.939 oder 28,1 % der Einwohner Muslime. Zum 1. Januar 2019 gab es laut Statistik bei den evangelischen Bürgern einen weiteren Rückgang auf 5.322 (15,0 %), bei den katholischen auf 4.893 (13,8 %). Sonstige sind 25.292 (71,2 %) Einwohner. Gemäß dem Zensus 2022 (Stand 15. Mai 2022) waren 13,8 % der Einwohner evangelisch, 12,7 % katholisch und 73,4 % waren Sonstige. Ende 2024 waren 11,3 % der Einwohner evangelisch, 11,0 % katholisch und 77,7 % waren Sonstige.

### Christliche Gemeinschaften

#### Geschichte
Um 1270 besaßen die Herren von Eppstein das Kirchenpatronat, 1405 die Herren von Hanau. In vorreformatorischer Zeit war kirchliche Mittelbehörde das Archidiakonat St. Peter und Alexander in Aschaffenburg, Landkapitel Rodgau. In der Mitte des 16. Jahrhunderts wurde in Dietzenbach die Reformation eingeführt. Die Christuskirche, die von der Evangelischen Christus-Gemeinde genutzt wird, stammt von 1753/54. Die römisch-katholische Kirche St. Martin wurde 1956/57 erbaut.

#### Heute bestehende Gemeinden
- Evangelische Christus-Gemeinde[36]
- Syrisch-Orthodoxen Kirche von Antiochien – Gemeinde St. Maria[37]
- Evangelische Martin-Luther-Gemeinde Dietzenbach-Steinberg[38]
- Römisch-katholische Pfarrgemeinde St. Martin[39]
- Evangelische Jesus-Gemeinde Dietzenbach[40]
- Neuapostolische Kirche – Gemeinde Dietzenbach[41]
- Jehovas Zeugen in Deutschland, K. d. ö. R.

#### Wissenswert
Die evangelischen Christuskirchen-, Rut- (seit 2011 zur „Christus-Gemeinde“ fusioniert) und Martin-Luther-Gemeinden sowie die römisch-katholische Pfarrgemeinde St. Martin haben an Christi Himmelfahrt 2010 die Arbeitsgemeinschaft Christlicher Kirchen (ACK) in Dietzenbach gegründet.

### Muslimische Glaubensgemeinschaften
- Ditib Fatih Moschee e. V. (türkische Moschee)
- Tawhid Moschee e. V. (marokkanische Moschee)
- Bait ul-Baqi (Haus des Ewigen, Ahmadiyya Muslim Jamaat Deutschland e. V.)

### Arbeitsgemeinschaft der Religionen in Dietzenbach (ARD)
Am Pfingstsamstag, 11. Juni 2011 wurde bei der ersten Dietzenbacher Friedenswanderung zum Sternenzelt im Hessentagspark die Gründungsurkunde der Arbeitsgemeinschaft der Religionen in Dietzenbach (ARD) unterzeichnet. Der ARD gehören an: Katholische Pfarrgemeinde St. Martin Dietzenbach, Evangelische Christus-Gemeinde Dietzenbach, Evangelische Martin-Luther-Gemeinde Dietzenbach-Steinberg, Neuapostolische Kirche – Gemeinde Dietzenbach, Jesus-Gemeinde Dietzenbach, DitiB Fatih Moschee e. V., marokkanische Tahwid-Moschee e. V., Ahmadiyya Muslim Jamaat Dietzenbach.

## Kultur

### Museen
Mitten in der Altstadt liegt das Museum für Heimatkunde und Geschichte Dietzenbach, dessen Spektrum der aussagekräftigen Exponate von der Vor- und Frühgeschichte über die römische Kaiserzeit und das Mittelalter bis ins 19. und 20. Jahrhundert reicht. Die 800 m² große Ausstellungsfläche ist nach Themenschwerpunkten gegliedert, wobei schrittweise die Entwicklung der Geschichte des Ortes Dietzenbach illustriert wird. Ein weiteres Museum ist das Feuerwehrmuseum im alten Feuerwehrhaus, in dem nicht nur die Geschichte der Feuerwehr in Dietzenbach zu erleben ist.

### Feste
In Dietzenbach bieten jährlich folgende Feste Gelegenheit, soziale Kontakte zu pflegen:
- Das Frühlingsfest findet auf dem Europaplatz statt.
- Das Fest ohne Grenzen findet im Hessentagspark statt.
- Die Offenen Gärten finden in der ganzen Stadt statt.
- Die Dietzenbacher Automobilausstellung oder DiAA findet jedes zweite Jahr auf dem Europaplatz statt.
- Das Weinfest findet in der neuen Stadtmitte auf dem Europaplatz über zehn Tage im Juli/August statt. Winzer aus der Region und aus ganz Süddeutschland bieten täglich Weine und passende Speisen bei musikalischer Unterhaltung durch Live-Bands zum Genießen an.
- Die Nacht der Lichter mit Museumsnacht und Heimatfest findet in der Altstadt Dietzenbachs statt.
- Das Trinkbornfest findet in der Altstadt am ersten Wochenende im September statt.
- Die Kerb/Kirchweih richtet sich nach dem Gedenktag der Apostel Simon und Judas, der kalendarisch am 28. Oktober begangen wird. Die Kerb wird alljährlich von Freitag bis Dienstag nach diesem Gedenktag gefeiert. Fällt dieser auf einen Sonntag, findet die Kerb am darauf folgenden Wochenende statt. Die traditionelle Kerb mit Fahrgeschäften und Imbissbuden erstreckt sich auf der Landwehrstraße vom Harmonieplatz bis zur Dietrich-Bonhoeffer-Schule.

### Märkte
- Der Kreativmarkt ist ein Markt für Kreative und Hobbykünstler des Rhein-Main-Gebiets.
- Der Weihnachtsmarkt findet am ersten Adventswochenende statt. Der traditionelle Weihnachtsmarkt befindet sich jedes Jahr in der weihnachtlich geschmückten Altstadt. Es gibt unter anderem Glühwein und Lebkuchen, dazu ein buntes Programm mit Musik und anderen Vorführungen.

### Vereine
Das Vereinsleben in Dietzenbach ist sehr vielfältig. Insgesamt gibt es weit über 100 Vereine. Darunter auch überregional bekannte, wie die SG Dietzenbach.

### Kino
Dietzenbach besitzt seit 1988 im Untergeschoss des Bürgerhauses ein von der Kreisstadt Dietzenbach kommunal betriebenes Kino („Main Kino D“). Aus Brandschutzgründen war das Kino seit 2015 geschlossen. Am 21. Oktober 2017 wurde es neu eröffnet.

### Kulturdenkmäler
Dietzenbach weist eine große Zahl von Kulturdenkmälern auf. Im historischen Ortskern rund um die Schäfergasse sind zahlreiche Fachwerkbauten ab Mitte des 18. Jahrhunderts erhalten.

## Persönlichkeiten

### Ehrenbürger
- Am Sonntag, 16. Juni 1996, wurden anlässlich des 20-jährigen Bestehens der Städtepartnerschaft Dietzenbach–Vélizy-Villacoublay beim offiziellen Empfang der Verschwisterungsbegegnung in Dietzenbach die Ehrenbürgerrechte dem Bürgermeister Raymond Loisel und dem langjährigen Vorsitzenden des „Comité de Jumelage“, Roland Penet, der Stadt Vélizy verliehen.
- Am 11. Januar 2009 wurden im Rahmen des städtischen Neujahrsempfangs die Ehrenbürgerrechte an Dekan Günter Ludwig (* 1938), Dekan und kath. Pfarrer (1993–2009) verliehen.[47]

### Söhne und Töchter der Stadt
- Ludwig Adam Dieffenbach (1772–1843), evangelischer Theologe
- Johann Philipp Dieffenbach (1786–1860), Pädagoge und Historiker
- Heinrich Göckel (1883–1948), Politiker, Abgeordneter und Bürgermeister von Langen
- Paul Ringshausen (1908–1999), Landrat und Angehöriger der Geheimen Staatspolizei
- Georg Heberer (1920–1999), Chirurg, Hochschullehrer in Köln und München
- Cornelia Hanisch (* 1952), Fecht-Olympiasiegerin
- Uschi Heusel (* 1956), Karikaturistin und Künstlerin, Erfinderin der Ratte Ludwig
- Monika Staab (* 1959), Fußballerin
- Stefanie Lück (* 1990), Dartspielerin

### Personen in Verbindung mit Dietzenbach
- Hans Schmandt (1920–1993), Maler, Graphiker und Bildhauer, lebte bis zu seinem Tod in Dietzenbach
- Harald Schäfer (1931–2001), Regisseur, Schauspieler, Drehbuchautor und Synchronsprecher, der vor allem durch seine Filme für die Augsburger Puppenkiste bekannt wurde, lebte in Steinberg
- Karl Grobe-Hagel (1936–2021), Journalist und Autor, lebte bis zu seinem Tode in Dietzenbach
- Norbert Kern (* 1940), ehemaliger Unternehmer und Weltrekordhalter[48], lebt in Dietzenbach
- Jo Bolling (* 1941), Schauspieler, lebt in Dietzenbach
- Valeri Gourski (1954–2006), Maler und Bildhauer, lebte von 1995 bis 1999 in Dietzenbach
- Ulrike Alex (* 1956), Pädagogin und Abgeordnete im Hessischen Landtag, lebt in Dietzenbach[49]
- Götz Otto (* 1967), Schauspieler, wuchs in Dietzenbach auf
- Aziz Bouhaddouz (* 1987), Fußballspieler, wuchs in Dietzenbach auf
- Marvin Flatten (* 1989), Politiker (CDU), Mitglied der Stadtverordnetenversammlung von Dietzenbach
- Sedat Gürbüz (1990–2020), Opfer des Anschlags in Hanau 2020, lebte in Dietzenbach
- Theo Morell (1886–1948), von 1936 bis 1945 Leibarzt Adolf Hitlers, hatte 1914/15 eine Praxis in Dietzenbach[50]